# American Association of Petroleum Geologists
Die American Association of Petroleum Geologists (AAPG) ist eine internationale wissenschaftliche Gesellschaft mit dem Schwerpunkt Erdölgeologie, hat aber allgemein das Ziel der Förderung der Geowissenschaften. Sie wurden 1917 gegründet und hat ihren Hauptsitz in Tulsa in Oklahoma. Etwa ein Drittel der Mitglieder sind keine Einwohner der Vereinigten Staaten. Mitglieder müssen einen Abschluss in Geologie haben und mindestens drei Jahre Berufserfahrung.
Es gibt Abteilungen für Umwelt-Geowissenschaften (DEG), Energie-Mineralien (EMD) und Professional Affairs mit einem eigenen Ethik-Code und Maßnahmen zur Förderung des professionellen Standards der Mitglieder.
Sie veröffentlicht monatlich das AAPG Explorer Magazin (Newsletter) und das AAPG Bulletin.